# Werner Steiner der Jüngere
Werner Steiner, auch Wernher Steiner (* 20. Januar 1492 in Zug; † 6. Oktober 1542 in Zürich), war ein Schweizer Reformator.

## Leben

### Familie
Werner Steiner war der Sohn seines gleichnamigen Vaters Werner Steiner (* um 1452; † 6. Dezember 1517), Amman von Stadt und Amt Zug und dessen Ehefrau Margaretha (* in Menzingen; † 10. November 1501 in Zug), Tochter von Hans Zürcher. Sein Grossvater, Ulrich Steiner, starb 1476 in der Schlacht bei Grandson und zwei seiner Brüder sowie ein Vetter in der Schlacht bei Marignano, in der sein Vater die Zuger Soldaten anführte.
Er war seit dem 30. Oktober 1529 mit Anna (geb. Rüst) († 20. November 1552 in Zürich) aus Wädenswil verheiratet; gemeinsam hatten sie dreizehn Kinder.

### Werdegang
Werner Steiner war bereits in seiner Kindheit zum Geistlichen bestimmt worden, studierte in Zürich und promovierte in Paris zum Magister; 1513 wurde er zum Priester geweiht.
Er begleitete seinen Vater am 26. August 1515 als Feldprediger mit dem Zuger Banner, während der Mailänderkriege, mit ins Herzogtum Mailand. In Monza hörte er eine Predigt von Huldrych Zwingli, die dieser vor dem Heer der Eidgenossen hielt und einen tiefen Eindruck auf ihn machte. Nach dem Italienfeldzug wurde er Helfer in Schwyz.
In der Zeit von 1516 bis 1518 trat er in eine persönliche Beziehung zu dem inzwischen in Einsiedeln reformatorisch wirkenden Zwingli und zu Franz Zingg († 1530), dessen Mutter aus Zug stammte; er gehörte aber als Apostolischer Protonotar, zu dem er 1518 ernannt wurde, noch bis Mitte 1519 der katholischen Kirche an.
Gemeinsam mit dem Freiburger Schultheiß Peter Falck, dem Kaufmann Hans Stokar, dem Goldschmied Melchior zur Gilgen (1474–1519) und weiteren Männern aus Luzern, Freiburg, Glarus und Zug unternahm er 1519 eine Wallfahrt nach Jerusalem. Bei Reisebeginn nach Jerusalem hatte er sich in Venedig eine lateinische Bibel gekauft und las diese während der Fahrt.
Anlässlich der glücklichen Rückkehr aus dem Heiligen Land, stiftete er einen neuen Altar in der Hauptkirche St. Oswald in Zug und erhielt 1520 von der Regierung in Luzern die Chorherrenpfründe in Beromünster.
Er erbat er sich von Zwingli eine Belehrung über den Ablass und trat in Verbindung mit dessen Freunden Diebold von Geroldseck, Leo Jud in Einsiedeln und Konrad Schmid in Küßnach, als dieser 1522 in Luzern und in Einsiedeln predigte. Durch viele Gespräche begann er die Überzeugungen der Freunde von Zwingli zu teilen und predigte 1521 erstmals öffentlich in Luzern im reformatorischen Sinne.
Am 2. Juli 1522 unterschrieb er, als Haupt der reformatorisch Gesinnten, eine Bittschrift Zwinglis, die er gemeinsam mit zehn Geistlichen aus der Eidgenossenschaft verfasst hatte, und an den Bischof von Konstanz, Hugo von Hohenlandenberg, sandte; in dieser wurde um die Bewilligung freier Predigt des Evangeliums und die Abschaffung des Zölibats gebeten. Von einer weiteren Bittschrift gleichen Inhalts an die weltliche Obrigkeit riet Steiner allerdings ab, weil sich in dieser Zeit der Streit zwischen Zürich und der Mehrheit der Orte, die Zwingli's kirchliche und politischen Lehren verwarf, verschärfte.
Gemeinsam mit Zwingli nahm er am 12. Oktober 1522 an der Primiz von Valentin Tschudi im Pfarramt in Glarus teil.
In Zug sowie in Luzern und den Waldstätten waren die Freunde des Reformators in der Minderzahl, gegen die die Stimmung des Volkes sich allmählich feindselig zeigte. Bereits auf der Tagsatzung in Zug im Juli 1524 konnte der Abgeordnete der reformierten Stadt St. Gallen, Joachim Vadian, nur mithilfe von Steiners Onkel, Lienhard Steiner, vor Misshandlung geschützt werden, bis dieser heimlich nach Zürich flüchtete. Misstrauen war nun auch gegen Steiner erwacht und seine Verbindungen nach Zürich und Kappel am Albis, wo Heinrich Bullinger lehrte, erschienen verdächtig. 1527 wurde ihm für einen längeren Zeitraum verboten, nach Zürich zu gehen; gegen Beschimpfungen und Kränkungen suchte er auch umsonst beim Rat Schutz.
Er erbat sich in dieser Zeit von Bullinger eine Anleitung zu planmäßigen Studien, las aber nicht mehr Messe. Bullinger übersandte ihm am 15. April 1528 eine Studiorum ratio, eine humanistische Studienanleitung, die eine knappe Zusammenfassung des humanistischen Zugangs zu antiken Äusserungen über die Geschichtsschreibung und Geschichtsdarstellung bietet.
1529 kündigte ihm Luzern seine Pfründe in Beromünster auf und im gleichen Jahr unternahm er, weil er einen Religionskrieg unter den Eidgenossen befürchtete, eine Reise nach Solothurn und Bern, um eine Umsiedlung dorthin zu prüfen. Während seiner Abwesenheit wurden ihm Teile seiner Schriften und Korrespondenzen geraubt, um diese gegen ihn auszuwerten, worauf er sich öffentlich zu seinem Glauben bekannte.
Er wandte sich nach Zürich und ging erst nach dem Friedensschluss vom 25. Juli 1529 nach Zug zurück, nachdem er eine Zusage seiner Sicherheit erhalten hatte. Nach seiner Rückkehr belegte ihn der Rat "wegen eidbrüchigen Entfernens" mit einer schweren Geldstrafe, erteilte ihm aber, gegen Entrichtung einer weiteren hohen Geldzahlung, die Erlaubnis zum Wegzug.
Am 26. August 1529 verliess er Zug und ging nach Zürich, erwarb dort ein Haus und das Bürgerrecht; vier Wochen später folgte ihm seine Familie.
Am 10. August 1531 begleitete er, gemeinsam mit Rudolf Collinus, Zwingli nach Bremgarten bei dessen letztem Besuch bei Bullinger und war Zeuge des Abschieds zwischen beiden. Nach der Niederlage im Zweiten Kappelerkrieg 1531, bei dem Zwingli starb, nahm er den aus Bremgarten flüchtenden Bullinger in seinem Haus in Zürich auf; seit dieser Zeit waren sie eng miteinander befreundet. Bullinger widmete ihm 1536 seinen Kommentar zu den Timotheusbriefen und Leo Jud die deutsche Übersetzung von Zwingli's letzter Arbeit, die an König Franz I. gerichtete Expositio fidei.
Steiner unterhielt über Jahre eine homoerotische Beziehung mit dem etwa gleichaltrigen Landarbeiter Hans Kern, den er 1518 kennengelernt hatte. Ihn und seinen Bruder Uli unterstützte er mit Geld und Geschenken. In den 1530er Jahren versuchte er, die Brüder Kern ein für allemal abzufinden und nutzte Bullinger als Mediator. 1541 wurde Uli Kern aus anderen Gründen verhaftet, und Steiners regelmässige Geldzahlungen wurden dem Zürcher Rat bekannt. Steiner zeigte sich in den Vernehmungen reuig und bat um Gnade; «Sodomie» habe er nie verübt. Steiners Vergehen galt als «Häresie», ein schillernder Begriff. Der Rat verurteilte ihn zu lebenslänglichem Hausarrest. Er hatte mehrere Gründe zu diesem milden Urteil: Steiner war ein Mitglied der städtischen Elite, aber auch eine prominente Persönlichkeit der Reformation. Seine Verwandten sorgten dafür, dass die Haftbedingungen bald gelockert wurden.
Er starb in Zürich an der Pest.

### Schriftstellerisches Wirken
Neben einem Kommentar zum Pentateuch verfasste Werner Steiner hauptsächlich historische Werke, eine Chronik der Mailänderkriege und eine Chronik der Reformation, die sich eng an die Darstellung von Bernhard Wyss (1463–1531) hielt. In seinen autobiografischen Aufzeichnungen schilderte er seine Erlebnisse in Zug. Ausserdem sammelte er Lieder zur eidgenössischen Geschichte. Manche davon entnahm er einem Buch, das ihm der Chorherr Heinrich Utinger (1470–1536) ausgeliehen hatte; andere kannte er vom Hören oder aus kursierenden Flugschriften. Diese Sammlung von Schlachtliedern vereinigte er zwischen 1530 und 1536 zu einer eigentlichen "Liederchronik".

## Schriften (Auswahl)
- Werner Steiner, Konrad Pellikan, Johannes Fries: Missale secundum ordinem sancti Ambrosii. Per Zanotum de Castelliono, ad impensas Ven. Dm. Nicolai Gorgonzole, Mailand 1515.
- Chronicon Tugiense de anno 1503 usque ad annum 1516. 1530.
- Miscellanea historica Dr. Wernheri Steineri; conscripsit manu propria Trinepos suus Joh. Rodolphus Steinerus. Helvetio-Tigurinus 1667
- Kurtze historische Beschreybung vnd zwaren mehrtheilss in Liedern, kombt har von meinem Atavo oder Pfuchänj Hn. Wern. Steiner. Von Hanns Caspar Steiner dem Hanss Rudolff Steiner verehrt 1685.